# Cryptolestes bicolor
Cryptolestes bicolor is een keversoort uit de familie dwergschorskevers (Laemophloeidae). De wetenschappelijke naam van de soort werd in 1868 gepubliceerd door Auguste Chevrolat.